# 甘坊镇
甘坊镇，是中华人民共和国江西省宜春市奉新县下辖的一个乡镇级行政单位。

## 行政区划
甘坊镇下辖以下地区：
青云社区、甘坊村、横桥村、柘龙村、下村、洞口村、上村和甘坊金洞分场行政村。